# Walter Quartier
Walter Quartier (Gent, 2 februari 1953) is een Vlaams acteur.
Hij speelde gastrollen in Bompa (Jef Bulkens), Het Pleintje (dokter), Postbus X (vertegenwoordiger en baas), Familie (werkman), Windkracht 10 (hoteleigenaar), Recht op Recht (Beunings), Flikken (Vlaamse buurman in 1999, krantenman in 2001), Spoed (Vader Veronique in 2001, Huwelijksgast in 2002), Thuis (Karel Van De Wiele), F.C. De Kampioenen (cafébaas in 2003 en notaris in 2009), Sedes & Belli (klant), Lili en Marleen (Theo), Zone Stad (patholoog), Witse (officier luchthaven), Rupel (kajakverantwoordelijke), Kinderen van Dewindt (eigenaar naaiatelier), Verschoten & Zoon (leverancier), Aspe (Henri Preudhomme, garagist), Emma (Mr. Haegeman), Danni Lowinski (agent),  Samson en Gert (huwelijkskandidaat in 1994 en dokter in 2000 en 2001) en in de Nederlandse serie Flodder (Sjefke van der Valcke) in de eerste aflevering.

## Privéleven
In 2021 werd Quartier door zijn oudste dochter aangeklaagd voor zedenfeiten.
In mei 2021 werd Quartier veroordeeld tot 4 jaar effectieve celstraf.